# Blue Beat Records
Blue Beat Records foi uma gravadora que lançou o rhythm and blues jamaicano e a música ska no Reino Unido nos anos 1960. Isso levou à criação do termo bluebeat para descrever a música jamaicana inicial, incluindo músicas que não estavam associadas com a gravadora.